# Aquilina Severin
Aquilina-Silvana Severin (n. 1 februarie 1946, satul Dragșina, comuna Chevereșu Mare, județul Timiș) este o cântăreață română de muzică ușoară. Este căsătorită și are un băiat, Tudor. A plecat definitiv în Germania în 1989 și a revenit în atenția publicului român în 2008.

## Biografie și debut
«  M-am născut în com. Dragsina, într-un fost conac boieresc. Când am împlinit 6 ani ne-am mutat la Timișoara pentru ca eu și fratele meu Narcis să mergem la școală acolo. Imediat am început lecții de pian cu un profesor care era corepetitor la Opera din Timișoara unde unchiul meu era vioara întâi. Până la liceu am fost solistă în corul Palatului pionierilor din Timișoara, apoi în perioada liceală am fost solista corului Lic.5 și am luat premiul I la toate concursurile interliceale. Prima apariție la TV a fost Dialog de la distanță la Banat -Crișana în 1965, unde la rubrica „Solistă de muzică ușoară” am fost notată de juriu cu nota 10 pe linie, ceea ce a adus victoria Banatului. 
În timpul studenției (Conservatorul din Timișoara - pe care l-am absolvit in 1968) am frecventat și cursurile Școlii de Artă populară din Timișoara și am participat la toate spectacolele Casei de cultură a studenților, fiind acompaniată de formația Phoenix. De asemenea, am răspuns invitațiilor diferitelor colective cultural-artistice care m-au solicitat. Din 1968, a urmat o serie întreagă de spectacole și turnee cu Phoenix, de asemenea și spectacole în care m-a acompaniat Orchestra Casei de Cultură a Studenților Timiș. Tot în 1968, am fost invitată la Radiodifuziunea și Televiziunea Română - Studioul de Televiziune unde s-a constituit "Studioul tânărului interpret de muzică ușoară”. Acolo l-am cunoscut pe domnul regizor Valeriu Lazarov care m-a invitat la o filmare pentru Revelion alături de cântăreți ca Margareta Pâslaru, Aurelian Andreescu, Dan Spătaru, Marina Voica....”

## Cariera
1966 - Laureată a Festivalului Studențesc - Timișoara
1967 - premiul II la Festivalul Studențesc pe Țara la București
1968 - premiul I la Festivalul Studențesc pe Tara la Iași acompaniată de formația Phoenix
1968 – Festivalul de la Soci - premiu special al Revistei "Smena"
1969 – recital în deschiderea Concursului național de creație și interpretare de muzică ușoară românească - Constanța
1969 – Mențiune la Festivalul de la Mamaia
 ianuarie 1969 - a participat la concertul "În lumina reflectoarelor", transmis de TVR alături de Anda Călugăreanu, Luminița Dobrescu, Mihaela Mihai, Aura Urziceanu, Aurelian Andreescu, Angela Similea.Concertul a fost prezentat de Dana Comnea, în regia lui Al. Bocanet. Interpreții au fost acompaniați de Orchestra de Muzică Ușoară a Radioteleviziunii, dirijor Sile Dinicu.
1969 – a ajuns în etapa finală a Festivalul Internațional Cerbul de Aur dar a cântat în afara concursului în Gala Laureaților
1969 - spectacol la Atlantic Bar cu orchestra Valentiu Grigorescu iar mai apoi cu orchestra Sincron a lui Cornel Fugaru cu care a realizat și un turneu național 
1970 - componentă a Formației de Estradă și Varietăți București a Ansamblului de cântece și dansuri al Armatei (a participat, printre altele, la spectacolul Când se aude o trompetă)
1970 – turneu național cu Teatrul Satiric Muzical C. Tănase, în spectacolul "HOP ȘI STROE"
1970 – recital la Festivalul Național al Artei Studențești
1971 - spectacolul "Se caută o vedetă", la radio - Concertul tinereții cu Horst Krüger  și Jacqueline Midinette
1971 – turneu cu orchestra RTV Skoplje pe Coasta Adriaticii
1972 – emisiunea Tele Top cu piesa "Sonet de dragoste" de Romeo Vanica, cu care a luat punctajul maxim 270 de puncte (cupa a ajuns însă la Dida Drăgan)
aprilie 1972 - transmisiune TV de la Intercontinental - Timișoara - Ritm, tinerețe, dans
6 mai 1972 - "Mai ceva ca-n filme" a cântat alături de Ovid Teodorescu piesa "Hello, Dolly"
1972 – în Polonia cu Light-Music Orchestra în Opole, orașul festivalurilor poloneze
1974 – la Berlin - "Pressefest" (festivalul presei) International -turneu internațional cu orchestra RTV Berlin în toată Germania 
29 decembrie 1974 - Album Duminical - Povești pe ... note alături de Adina Stoenescu.
1975 – la Berlin în spectacolul televizat:  "Un an în muzică"  prezentat la Friederich-Stadt-Palast
ianuarie 1975 - Album duminical alături de Elena Toma, Jeanina Matei și Petre Geambașu         
1975 - Album duminical alături de Ruxandra Ghiață
aprilie 1975 - Divertis Club la R1
1975 – în turneu în Germania de Vest cu formația  "Electrecord" condusă de Alexandru Imre
4 aprilie 1976 - Album Duminical - a interpretat piesa "Pentru un cântec"
mai 1976 - Circulați, vă rog! - teledivertisment cu Stela Popescu, Cristina Stamate, Margareta Pâslaru, Amza Pellea, Dem Rădulescu, Ștefan Bănică, Nicu Constantin, Puiu Călinescu, Aurelian Andreescu.
octombrie 1977 - Invitați în studioul 3 - spectacol cu public la care își dau concursul: Margareta Pâslaru, Dida Dragan, Mirabela Dauer, Aurelian Andreescu, Cornel Constantiniu, printre alții.
1978 - cu Petre Geambașu și Margareta Pâslaru în Germania la Stuttgart
1978 - Premiere '78 - alături de Aurelian Andreescu, Mariana Ștefănescu, Eugen Ionescu. Realizatori: Aurora Andronache și Sanda Balaban.
iunie 1978   - emisiunea lui Tudor Vornicu - "Stelele cântecului și dansului" alături de Aurelian Andreescu, Nana Mouskouri, Bacarra, ABBA.
1978 - Melodii românești de ieri și de azi, alături de Eva Kiss, Nelly Miricioiu, Marcel Roșca
1978 - Muzica ușoară interpretată de Doina Stănescu, Aquilina Severin, Marcel Roșca, Richard Dandel și formația Toni Constantinescu.
ianuarie 1979 - Melodii românești de ieri și de azi (Florentina Satmari) alături de Corina Chiriac, Irina Loghin
februarie 1979 - Divertisment muzical cu formația Dan Beizadea. Soliști: grupul vocal Trio Trison și Aquilina Severin
martie 1979 - Album duminical - au participat: Dem Rădulescu, Mihai Fotino, Florina Cercel.
aprilie 1979 - Album duminical alături de Iarina Damian, Rodica Mandache, Geo Costiniu, corul Madrigal dirijat de Marin Constantin, Angela Ciochina, Doina Moroșanu, Elena Merișoreanu
aprilie 1979 - Parada Șlagărelor. Participă: Angela Similea, Margareta Pâslaru, Dida Drăgan, Mirabela Dauer, Eva Kiss, grupul "Song" - dirijor Ioan Luchian Mihalea, formația "Roșu și Negru" printre alții.
mai 1979 - Șlagăre de ieri și de azi
iunie 1979 - Muzica ușoară cu Margareta Pâslaru, Angela Similea, Aquilina Severin, Stela Enache, Angela Ciochina și Cornel Constantiniu.
30 iunie 1979 - Concert de prânz la TV1
august 1979 - Album duminical - a interpretat piesa "Primăvara mea". La emisiune au mai participat: Aimee Iacobescu, Virgil Ogășanu, Iarina Demian, Ricky Dandel, Angela Buciu.
1979 - Festivalul  Tineretului din Toată Lumea - Mongolia, ținut la Ulan-Bator și numeroase apariții TV pe durata acestei manifestări cultural-artistice
iulie 1979 - Muzică ușoară cu Aquilina Severin, Angela Similea, Cornel Constantiniu, Cornel Fugaru, Mircea Baniciu, Marcel Roșca. Emisiune de Aurora Andronache și Sanda Balaban.
1979 - 1980 - concert extraordinar de muzica ușoară "Trei Prieteni" cu Marius Teicu, Olimpia Panciu, Mihai Constantinescu, Aquilina Severin și Lucia Turcescu.
1980 – Concert în Cuba, la Santa Clara, Varadero etc. împreună cu Dan Spătaru
1982 – distribuită în spectacolul „Stela, Stelele și Boema”, alături de Stela Popescu, Alexandru Arșinel și Luigi Ionescu.
1983 - Dialog muzical la microfon: Aquilina Severin și Philippe Chatel
1984 - a jucat în filmul artistic - "Lansarea", în regia lui Dan Necșulea, după un scenariu de Ilie Tanasache și Dan Necșulea, alături de Mircea Albulescu și Sebastian Papaiani.
1985 - recital la Internațional din Olimp
1988 - interzisă la RTV, apare totuși ca invitată la Casa Orășenească de Cultura Blaj în spectacolul-concert: "Cântați cu noi" împreună cu Mădălina Manole, acompaniate de formația Romanticii, condusă de Mircea Drăgan.
1989 – plecarea definitivă din țară împreună cu fiul ei, Tudor, cu destinația Frankfurt unde se află soțul interpretei
1991 – în Germania – în corul orașului Rodgau (lângă Frankfurt). Ca urmare a apărut în Offenbach-Post un articol despre activitatea ei muzicală din România.
1991 – participă la "Expoziție despre România" în urma căreia s-au adunat bani pentru Spitalul Caraiman din București.
1991 – acțiune de binefacere în urma căreia s-a strâns o sumă importantă de bani pentru un orfelinat din București
2002 – Spectacole locale în Germania, printre care "ziua rugăciunii în lume" – Weltgebetstag, unde a interpretat cântece religioase ortodoxe românești.  
2005 – apariție la OTV împreună cu tatăl său în vârstă de 90 de ani, invitată la emisiunea „Zori de zi”
2008 – la Timișoara, invitată de șase ori la Televiziunea locală – Europa Nova de realizatorul emisiunii de divertisment și folclor – Album duminical, domnul Oltean Ioan (scriitor, autor al 14 cărți; publicist, colaborator la publicații românești din Banatul României, Serbiei și Ungariei; director al filialei Faget al Centrului de Cultură și Artă Timiș; președintele Asociației Culturale Făgețeană).
2008 - 20 iulie, invitată împreună cu domnul Vasile Todi, scriitor, ziarist, personalitatea aromânilor din Banat; Elena Jurjescu – interpretă de muzică populară, prof. Sorin Batica – șef de catedra, coregrafie C.N.A Ion Vidu, prof. Gelu Mircea Stan – Radio Timișoara etc. În acea ediție specială, Vasile Todi s-a referit la Aquilina după cum urmează: ”Mai am un cuvânt de mulțumire și pentru o doamnă care ne oferă surprize plăcute fără să facem nimic pentru asta, și anume mie mi-a oferit astăzi bucuria nu numai de a fi cu dumneavoastră toți cei de aici ci și a fi alături de o crenguță mereu înflorită din copacul majestos al muzicii românești...Doamna Aquilina Severin. Pentru mine această surpriză făcută de viață îmi dovedește încă o dată că totuși sunt un om care merită asemenea bucurii. E cu adevărat o satisfacție pentru că această doamnă trage brazde în ogorul cântecului românesc și dovada e că eu nu m-am gândit că voi ajunge să stau vreodată alături de domnia sa. Cu atât mai prețioase sunt vorbele mele, cu cât mai mare este modestia domniei voastre. Sărut mâinile, doamnă!” 
Vorbele de apreciere la adresa Aquilinei au continuat prin spusele Elenei Jurjescu, interpretă de renume în Banat:”Mă bucur pentru Aquilina Severin că o revăd așa cum ne-am mai vazut și de Paști și a fost o surpriză reală pentru mine pentru că acum mulți ani în urmă am cântat împreună la Mamaia, când eu eram cu Ansamblul Profesionist Banatul și Aquilina cânta cu noi în aceeași seară, pe aceeași scenă, după noi desigur, după folclor. Eram vecine de cameră și toată ziua ne vedeam și ne înțelegeam foarte bine. Am învățat de la ea foarte multe lucruri legate de scenă și de viața muzicală. Îi doresc tot binele din lume acolo unde s-a aciuit în alta țară, în Germania, împreună cu feciorul ei, cu familia ei și cu tatăl pe care încă îl mai are și îi doresc sănătate și bucurii.”
-	2008 -  invitată la sărbătorirea celor 50 de ani de la debut ai doamnei Margareta Pâslaru, eveniment care a avut loc la Uniunea Compozitorilor și Muzicologilor din România 
-	2008 – 1 noiembrie, invitată la lansarea albumului Bucuria de a cânta al Margaretei Pâslaru, CD în memoria lui Sile Dinicu. Această lansare a prilejuit și reîntâlnirea cu Corina Chiriac. 
-	2008 – reîntâlnirea cu Nicu Covaci (Phoenix) după 40 de ani care a avut loc la Happy Hour. Ca urmare a succesului înregistrat de această ediție, Aquilina a revenit de mai multe ori la emisiunea lui Cătălin Maruță, ultima oară fiind în martie 2009, împreună cu Carmen Harra.
-       2009 - invitată la mai multe emisiuni: Să v-amintiți duminica (Național TV - a interpretat: Iubirea-i doar o glumă, Spune-mi să fiu și Pentru un cântec); Club TVR3 (TVR3 și TVR Internațional - a cântat piesele Vara iubirii și Pentru un cântec); Acces Direct (Antena 1).

## Repertoriu (Selectiv)
1. A fost cândva
2. Sărbătoarea zilelor
3. Aritmetica inimii (repertoriul internațional)
4. Ca-n filme (repertoriul internațional)
5. Vara iubirii (Mihai Elekeș/poetul Dan Verona)
6. Cântă inima
7. Ceas de toamnă (Romeo Vanica/poetul Dan Verona)
8. E fetița mea (repertoriul internațional)
9. Iubirea-i doar o glumă (Misu Iancu / Petre Andreescu)
10. Lumea îndrăgostiților (Mihai Elekeș/poetul Dan Verona)
11. La, la, la (repertoriul internațional)
12. Măicuța mea (cu Sile Dinicu)
13. Noi, tinerii (Vasile Vasilache)
14. Pentru un cântec (Ileana Toader/Eugen Rotaru)
15. Poate (Alexandru Mandi)
16. Primăvara
17. Să nu uităm (repertoriu internațional)
18. Spune-mi să fiu (Vasile Vasilache)
19. Stop (repertoriul internațional)
20. Vine circul (repertoriul internațional)
21. Visul s-a împlinit (acompaniată de Orchestra Radio)
22. În ritm de rock (George Margarint)
23. O muzicuță (Marcel Dragomir)
24. Privirea ta
25. Fotografii (Romeo Vanica/Dan Verona)
26. Cheia pierdută (Romeo Vanica/Dan Verona)
27. Amintește-ți, nu uita (Romeo Vanica/Dan Verona)
28. Să cântăm pentru soare (Romeo Vanica)
29. Sonet de dragoste (Romeo Vanica)
30. Aleargă iarna (Romeo Vanica)